# Witaszyce Wąskotorowe
Witaszyce Wąskotorowe – zlikwidowana czołowa stacja kolejowa w Witaszycach, w województwie wielkopolskim, w Polsce, na trasie wąskotorowej linii Witaszyce Wąskotorowe – Zagórów.